# مجلة علماء الذرة
مجلة علماء الذرة هي منظمة غير ربحية بشأن قضايا العلوم والأمن العالمي الناتجة عن تسريع التقدم التقني الذي له عواقب سلبية على الإنسانية.

## نبذة

شعار المجلة لساعة يوم القيامة

تنشر المجلة المحتوى على موقع ويب مجاني الوصول ومجلة أكاديمية نصف شهرية غير فنية. ظلت المنظمة تنشر باستمرار منذ عام 1945، عندما أسسها علماء سابقون في مشروع مانهاتن باسم مجلة علماء الذرة في شيكاغو بعد القصف الذري على هيروشيما وناجازاكي. المنظمة هي أيضًا الحارس لساعة القيامة المعترف بها دوليًا، والتي يُعلَن وقتها في يناير من كل عام.

## روابط خارجية
- الموقع الرسمي
- The John A. Simpson Archive at تايلور وفرانسيس
- Digitized Bulletin of the Atomic Scientists on كتب جوجل